# .ai
.ai este un domeniu de internet de nivel superior, pentru Anguilla (ccTLD).